# Cornusymmoca
Cornusymmoca é um gênero de traça pertencente à família Agonoxenidae.